# アンドレイ・マキーヌ
アンドレイ・マキーヌ（フランス語: Andreï Makine、ロシア語: Андрей Маки́н、1957年9月10日 - ）はソビエト連邦に生まれ、フランスで活躍する小説家。1995年にフランス語・フランス文化を「遺産」として彼に伝えた祖母の思い出に基づく自伝的小説『フランスの遺言書』でゴンクール賞、メディシス賞、高校生のゴンクール賞を同時に受賞。2016年にアカデミー・フランセーズの会員に選出された。詩的・新古典主義的な文体で、旧ソ連の過酷な状況を生き抜いた人々を描いた作品を多く著している。

## 生涯

### 背景
アンドレイ・マキーヌは1957年9月10日、ソビエト連邦シベリア中部のクラスノヤルスク地方ディヴノゴルスクに生まれた。早くに両親を失い、孤児院に預けられた。両親は行方不明で、マキーヌ研究者のミュリエル・リュシー・クレマンは、強制収容所に送られた可能性が高いとしている。フランス系ロシア人の祖母シャルロット・ルモニエからフランス語を学び、フランスの話を聞いて育ち、早くからフランスの歴史・文化に親しんだ。マキーヌの筆名の一つアルベール・「ルモニエ」はこのフランス系の血筋に由来するものであり（後述）、また、この経験に基づいて1995年に自伝的小説『フランスの遺言書』を発表することになる。
ディヴノゴルスクで初等教育を修了した後、同じクラスノヤルスク地方の中心都市クラスノヤルスクで中等教育を受けた。さらに奨学金を受けてカリーニン大学に進み、モスクワ大学でフランス文学を専攻して博士号を取得した。
博士課程修了後、ニジニ・ノヴゴロドで哲学・文献学の教員を務めながら『近代外国文学』誌などに寄稿し、1980年代半ばまで派遣教員兼ジャーナリストとしてアフガニスタン、アンゴラなどに滞在した。

### 渡仏
1987年、30歳のときに非合法で渡仏し、政治亡命の申請をして認定された。1991年に最初の帰化申請をしたが却下され、1996年、『フランスの遺言書』がフランスの権威ある文学賞を受賞した翌年にようやくフランス国籍を取得した。
渡仏当初はパリ20区のベルヴィル地区で小さいアパートを借りて不安定な生活を送っていた。パリ政治学院、パリ高等師範学校、パリ高等商業学校（ISC、現ESCP EUROPE）でロシア文学や文体論の講座を担当しながら、哲学（ドイツ哲学、哲学史を含む）と文学（言語学、言語理論を含む）の研究を進め、1992年にソルボンヌ大学にロシア人小説家（ノーベル文学賞受賞作家）イヴァン・ブーニンに関する博士論文「I・A・ブーニンの散文作品 - 郷愁の詩学（La prose de I. A. Bounine : la poétique de la nostalgie）」を提出して博士号を取得した。
渡仏当初から小説を書き始め、出版社に原稿を送ったが次々と断られた。そこで、ロシア人作家が書いた小説をフランス人翻訳家が翻訳したものと見せかけるために、翻訳家名として「フランソワーズ・ブール（Françoise Bour）」と「アルベール・ルモニエ（Albert Lemonnier）」を使用し、1990年に処女作『ソ連のある英雄の娘』（邦題『たった一つの父の宝物 - あるロシア父娘の物語』）を「アンドレイ・マキーヌ著、フランソワーズ・ブール訳」として、1992年に第二作『失墜した旗手の告白』を「アンドレイ・マキーヌ著、アルベール・ルモニエ訳」として発表した。

### フランスの遺言書
1995年にメルキュール・ド・フランス出版社から刊行された代表作『フランスの遺言書』は、祖母シャルロットとともに過ごした子ども時代の思い出に基づく自伝的小説であり、本書は同年にフランスで最も権威のある5つの賞（ゴンクール賞、フェミナ賞、メディシス賞、ルノードー賞、アンテラリエ賞）のうち、ゴンクール賞とメディシス賞、および高校生のゴンクール賞を同時に受賞した（なお、2000年に水声社から刊行された邦訳の訳者星埜守之は2001年に小西国際交流財団の第8回日仏翻訳文学賞を受賞した）。
マキーヌは「遺言書」の意味について、祖母シャルロットからフランス語とフランスの文化、すなわち「物理的な遺産ではなく知的な遺産」を受け継いだと説明し、したがって彼にとってフランス語は（母語のロシア語に対して）「祖母語」であるという。祖母が彼に語ったのは主に第二帝政期（ナポレオン3世時代）からベル・エポック（世紀末から第一次大戦）にかけてのフランスであり、現実のフランスではなく、彼にとっての「フランスの精神」であり、彼の小説は「ロシアというスクリーンに映し出されたフランスの歴史である」と表現する。
また、フランス語で書く理由については、「あまりにも親しんだチェーホフやトルストイの亡霊」、すなわち「影響」から逃れるためとする一方、結局のところ、どのような言語であれ、「たった一つの詩的言語の方言にすぎない」、同じフランス語でも「フランシス・カルコの言語とプルーストの言語の違いは、ロシア語の話し言葉とフランス語の話し言葉の違いよりずっと大きい」、重要なのは作家のヴィジョンであると説明している。
2011年にマキーヌはもう一つ別の偽名を使っていたことを明らかにした。ガブリエル・オスモンド（Gabriel Osmonde）という筆名で2001年からすでに小説を4作発表していたが姿を見せず、経験豊かな作家であることは明らかだったため、ピエール＝ジャン・レミー、ミシェル・デオン、ディディエ・ヴァン・コーヴラール、あるいはナンシー・ヒューストンの偽名ではないかと噂されていた。2011年に4作目の『アルテルネサンス（別の誕生）』が出版されたのを機に『フィガロ』紙が取材を申し入れたところ、作家が「思いがけず」これに応じた。彼は偽名を使ったことについて、すでに名を成した作家として活動を続けるより、「別の人間として世間の喧騒から離れて」書きたいと思ったと説明し、また、実名を明かしたことについては、『アルテルネサンス』を書き終えたときに「義務を果たした」と感じたので、これが「虚構ではなく」彼が「これまで歩んできた道のり」であることを説明する必要があったと語った。
2016年3月3日にアカデミー・フランセーズの会員に選出された。マキーヌと同じく母語ではないフランス語で執筆したアルジェリアの作家アシア・ジェバールの後任である。佩剣にはキリル文字とフランス語のアルファベットによる「F」の文字が刻まれている。

## 文体・作風
マキーヌの文体はしばしば詩的・新古典主義的と評される。『フランスの遺言書』発表の後も、主に旧ソ連の過酷な状況を生き抜いた人々を描いた作品を発表しているが、西欧から見ると「不可視の巨大な強制収容所のように映るロシアでも、実際にこの非人間的で残虐な体制のもとで生きた人々がいる」、「この残虐さを超えて生きる人間の偉大さ」を描こうとしたと語っている。
彼は影響を受けた作家について、ヴォルテール的・啓蒙主義的な哲学思想やアフォリズム的な表現より、自然描写や感情表現を重視しているとして、イヴァン・ブーニン、ドストエフスキー、チェーホフ、トルストイらロシアの作家のほか、フランスの作家としては、プルースト、ピエール・ロティ、シャトーブリアンを挙げている。特にシャトーブリアンの小説やロティのあまり知られていない小説『少年の物語』はプルーストを先取りする作品であると評価している。

## 受賞
- 1995年、ゴンクール賞、メディシス賞および高校生のゴンクール賞 -『フランスの遺言書』に対して
- 1998年（フィンランドの作家エーヴァ・ヨエンペルト（フィンランド語版）に因む文学賞）エーヴァ・ヨエンペルト賞（フィンランド語版） -『フランスの遺言書』に対して
- 2000年、フランス語圏大賞（メダル）
- 2001年、民間ラジオ局「ラジオ・テレ・リュクサンブール（RTL）」と文学雑誌『リール（フランス語版）』のRTL・リール大賞（フランス語版） -『ある人生の音楽』に対して
- 2005年、ピエール・ド・モナコ公子財団の文学賞ピエール・ド・モナコ公子賞（フランス語版） - 全作品に対して
- 2005年、映画化に最も適した小説に送られるランテルナ・マジカ賞（Prix Lanterna Magica du Meilleur Roman Adaptable à l’Écran）-『待っていた女』に対して
- 2008年、国際IMPACダブリン文学賞候補作 -『待っていた女』
- 2014年、チーノ・デル・ドゥーカ世界賞
- 2014年、陸軍エルワン・ベルゴ文学賞（フランス語版） -『シュレベール大尉の国』に対して

## 邦訳作品
- 『フランスの遺言書』星埜守之訳、水声社、2000年
- 『たった一つの父の宝物 - あるロシア父娘の物語』白井成雄訳、作品社、2002年
- 『ある人生の音楽』星埜守之訳、水声社、2003年

## 著書
- 1990年、La Fille d’un héros de l’Union soviétique, Robert Laffont（ソ連のある英雄の娘）
  - 『たった一つの父の宝物 - あるロシア父娘の物語』白井成雄訳、作品社、2002年
- 1992年、La confession d’un porte-drapeau déchu, Belfond（失墜した旗手の告白）
- 1994年、Au temps du fleuve Amour, Félin（アムール河の頃）
- 1995年、Le Testament français, Mercure de France
  - 『フランスの遺言書』星埜守之訳、水声社、2000年
- 1998年、Le Crime d’Olga Arbélina, Mercure de France（オルガ・アルベリーナの犯罪）
- 2000年、Requiem pour l’Est, Mercure de France（東欧鎮魂歌）
- 2001年、La Musique d’une vie, Seuil
  - 『ある人生の音楽』星埜守之訳、水声社、2003年
- 2003年、La Terre et le ciel de Jacques Dorme, Mercure de France（ジャック・ドルムの地と天）
- 2004年、La Femme qui attendait, Seuil（待っていた女）
- 2006年、Cette France qu’on oublie d’aimer, Flammarion（我々が愛することを忘れたこのフランス）
- 2006年、L’Amour humain, Seuil（人間の愛）
- 2007年、Le Monde selon Gabriel, Éditions du Rocher（ガブリエルの世界）
- 2009年、La Vie d’un homme inconnu, Seuil（無名の男の人生）
- 2011年、Le Livre des brèves amours éternelles, Seuil（短い永遠の愛の書）
- 2013年、Une femme aimée, Seuil（敬愛された女性）- 女帝エカチェリーナ2世の物語
- 2014年、Le pays du lieutenant Schreiber, Grasset（シュレベール（フランス語版）大尉の国）
- 2016年、L'archipel d'une autre vie, Seuil（もう一つの人生の列島）
- 2019年、Au-delà des frontières, Grasset（国境を越えて）

ガブリエル・オスモンド（Gabriel Osmonde）の筆名による著書
- 2001年、Le Voyage d'une femme qui n'avait plus peur de vieillir, Albin Michel（もはや老いることを恐れなかった女の旅）
- 2004年、Les 20 000 Femmes de la vie d'un homme, Albin Michel（ある男の人生の2万人の女）
- 2006年、L'Œuvre de l'amour, Pygmalion（愛の作品）
- 2011年、Alternaissance, Pygmalion（アルテルネサンス、別の誕生）